# Nadine Warmuth
Nadine Warmuth (Berlino, 11 aprile 1982) è un'attrice e doppiatrice tedesca.

## Biografia
Nadine Warmuth ha completato la sua formazione presso la Scuola di Teatro "Der Kreis" (Fritz-Kirchhoff-Schule) a Berlino, dopo aver studiato balletto e danza jazz in età giovanile. Dall'aprile 2004 all'estate del 2007 è stata un'attrice "fissa" del Grips-Theater di Berlino. Nello stesso teatro ha svolto la protagonista del musical Linie 1. Tra i ruoli teatrali ricoperti si segnalano Baden gehen (come Jessica), Eins auf die Fresse (come Minnie), Bella, Boss & Bulli (come Bella), Melodys Ring (come Marie, Tina, Touristin, Bayerin, Mandy u.a.) e Raus aus Åmål (come Elin).

## Filmografia

### Cinema
- 1999: Mutter (cortometraggio)
- 2002: Walkiki (cortometraggio)
- 2003: Sozial Spot
- 2003: Berlin mit Haut und Haar
- 2004: Kleinruppin forever
- 2006: From Up Til Down (cortometraggio)
- 2010: Marsgesichter

### Televisione
- Wilde Engel – film TV (2001)
- Inspektor Rolle: Tod eines Models – serie TV, (2004)
- Hinter Gittern – Der Frauenknast – serie TV, 71 episodi (2004-2007)
- Squadra speciale Lipsia – serie TV, (2006)
- Squadra Speciale Cobra 11 – serie TV, (2007)
- Unschuldig – film TV, (2007)
- In aller Freundschaft – soap opera, 1 puntata (2007)
- Anna Winter - In nome della giustizia – serie TV, (2008)
- Alisa - Segui il tuo cuore (Alisa Folge deinem Herzen) – soap opera, 122 puntate (2009)
- Rosamunde Pilcher - Wohin du auch gehst – film TV (2009)
- La nave dei sogni - Viaggio di nozze (Kreuzfahrt ins Glück) – Hochzeitsreise nach Sevilla – film TV (2010)
- Squadra Speciale Cobra 11 – serie TV, 1 episodio (2011)
- Rosamunde Pilcher – Un mistero dal passato (Rosamunde Pilcher – Die falsche Nonne) – film TV, (2012)
- Crossing Lines – serie TV, 1 episodio (2013)
- Tempesta d'amore (Sturm der Liebe) – soap opera, 468 puntate (2013-2015)

### Video musicali
- 1999: Band ohne Namen – Boys
- 2002: Oli.P – nothing's gonna change my love for you
- 2006: Blank & Jones – Catch
- 2008: Roger Cicero – Wovon träumst du nachts